# Do It
Do It – piosenka pop/dance stworzona przez Nelly Furtado, Timbalanda oraz Nate Hills na trzeci studyjny album Nelly Furtado, Loose (2006). Utwór został wydany jako piąty singel z albumu w Ameryce Północnej.
W styczniu 2007 roku Timbaland został oskarżony o splagiatowanie piosenki. Oryginalnie utwór został skonstruowany przez fińskiego członka zespołu Fairlight, Janne Suni.

## Informacje o singlu
„Do It” jest piątym oficjalnym amerykańskim singlem wydanym dnia 24 lipca 2007 w systemie Airplay. Przed wydaniem utworu, piosenka została wykorzystana w celach promocyjnych na gali 2007 Juno Awards, prowadzoną przez samą Nelly Furtado. Oficjalny remiks singla nagrany jest z gościnnym udziałem Missy Elliott; wydany został na stronie internetowej iTunes Store dnia 7 sierpnia 2007.

## Wideoklip
Teledysk do singla nagrywany był w przerwie pomiędzy występami w Detroit na trasie koncertowej Get Loose Tour i reżyserowany przez samą Furtado oraz Aarona A. Klip zaczyna się ujęciem w damskiej toalecie, w którym tancerki z trasy koncertowej wokalistki przygotowują się do wyjścia. Nagle Furtado pojawia się w owym miejscu i zaczyna śpiewać. Następnie razem z przyjaciółkami wybiega, aby dostać się do klubu, przez który podąża na ulicę. Tam biegną do sypialni, żeby przebrać się. Zbiegają ze schodów i udają się do samochodu, którym jadą na nowy plan zdjęciowy. Kiedy docierają do celu, prezentują choreografię.
Wideoklip miał premierę dnia 13 lipca 2007 na kanale MuchMusic oraz 1 sierpnia 2007 w programie TRL telewizji MTV. Klip zadebiutował na liście przebojów TRL dnia 9 sierpnia 2007 w pierwszej dziesiątce notowania, aby pięć dni później znaleźć się na szczycie tejże listy. W sumie na pierwszej pozycji, „Do It” spędził dwa tygodnie.

## Formaty i listy utworów singla
Promo CD singel
1. „Do It” (remiks) (featuring Missy Elliott) – 3:26
2. „Do It” (wersja albumowa) – 3:41
3. „Do It” (instrumentalny) – 3:43

12" Winylowy singel
- Strona A

1. „Do It” (remiks) (featuring Missy Elliott)
2. „Do It” (wersja albumowa)
3. „Do It” (instrumentalny)

- Strona B

1. „Say It Right” (miks reggae)
2. „Say It Right” (instrumentalny)

Niemiecki dwunagraniowy CD singel
1. „Do It”
2. „Do It” (featuring Missy Elliot)

Niemiecki czteronagraniowy CD singel
1. „Do It”
2. „Do It” (featuring Missy Elliot)
3. „All Good Things (Come to an End)” (Kaskade remiks)
4. „Do It” (wideoklip)

## Remiksy utworu
- Do It (Passengerz Remix) (5:50)
- Do It (Passengerz Dub) (6:50)
- Do It (Passengerz Radio Edit) (3:37)
- Do It (Harry ‘Choo Choo’ Romero Remix) (7:18)
- Do It (Harry ‘Choo Choo’ Romero Dub) (7:46)
- Do It (Harry ‘Choo Choo’ Romero Edit) (4:31)
- Do It (Bill Hamel Club Mix) (6:19)
- Do It (Bill Hamel Radio Edit) (3:21)
- Do It (Cajjmare Wray’s Doin’ The Club Mix) (6:12)
- Do It (Needle Damage Club Mix) (7:27)
- Do It (Cs Soundcrew Radio Edit) (3:46)
- Do It (Grooveduds Club Mix) (6:41)
- Do It (Sam998899's I Want You Club Mix) (7:07)
- Do It (Sam998899's I Want You Radio Mix) (3:18)
- Do It (Remix) (feat. Missy Elliott) (3:30)

## Pozycje na listach
| Lista przebojów (2007)   | Najwyższa pozycja |
| ------------------------ | ----------------- |
| Austria Singles Chart    | 45                |
| Belgia Singles Chart     | 21                |
| Bułgaria Singles Chart   | 3                 |
| Czechy Singles Chart     | 86                |
| Finlandia Singles Chart  | 6                 |
| Holandia Top 40          | 16                |
| Kanada Billboard Hot 100 | 11                |
| Litwa Singles Chart      | 5                 |
| Niemcy Singles Chart     | 22                |

| Lista przebojów (2007)            | Najwyższa pozycja |
| --------------------------------- | ----------------- |
| Nowa Zelandia RIANZ Singles Chart | 17                |
| Portugalia Singles Chart          | 8                 |
| Rumunia Singles Chart             | 5                 |
| Słowacja Singles Chart            | 3                 |
| Szwajcaria Singles Chart          | 30                |
| UK Singles Chart                  | 97                |
| USA Billboard Hot 100             | 88                |
| USA Billboard Pop 100             | 60                |